# آندره اسپونویل

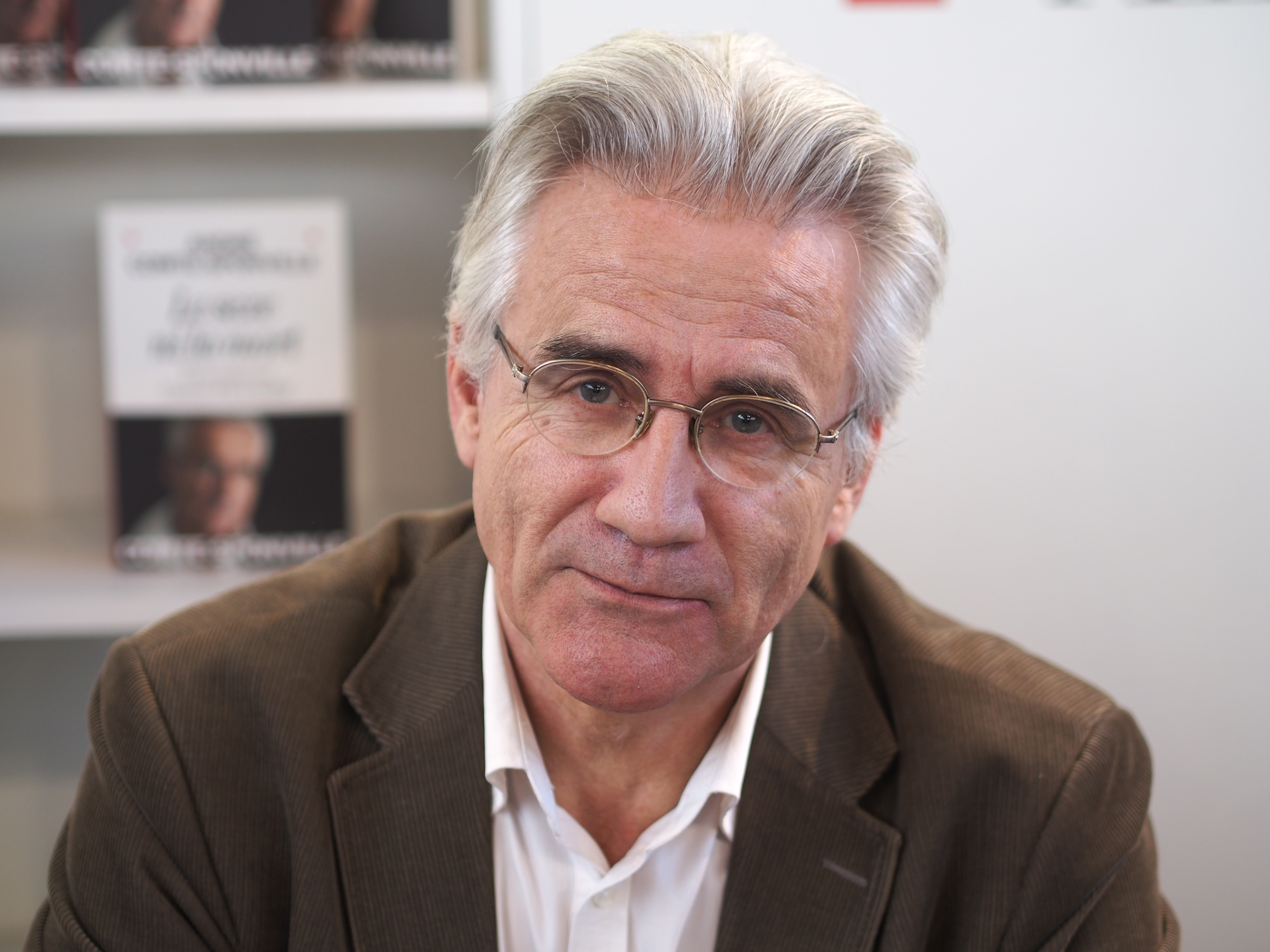
آندره اسپونویل (۱۳۹۳).

آندره اسپونویل (به فرانسوی: André Comte-Sponville) (زاده ۱۲ مارس ۱۹۵۲) فیلسوف معاصر فرانسوی است.

## زندگی‌نامه
وی در پاریس به دنیا آمده و در اکول نرمال سوپریور تحصیل کرد. او دکتری فلسفه خود را از دانشگاه پانتئون-سوربن دریافت نمود.
گرچه وی از طرفداران خداناباوری و ماده‌باوری است اما ایدئولوژی خاص خود دربارهٔ معنویت را دارد. مهمترین جنبه کارهای اسپونویل گذر از ماده‌باوری خداناباور (Materialistic Atheism) سنتی و ارائه پساماده‌گرایی (Post-materialism) است، چرا که او تصویری معنوی و روحانی از خداناباوری ارائه داده‌است.